# Waters (société)
Pour les articles homonymes, voir Waters.
Waters (Waters Corporation) est une société fabricant des instruments scientifiques, des logiciels pour les piloter et des solutions de préparation d'échantillons.
Elle fabrique notamment des systèmes de chromatographie en phase liquide ainsi que des appareils de spectrométrie de masse.
La société produit notamment le système de chromatographie à ultra-haute performance UPLC.
La filiale française de la société est basée à Saint-Quentin-en-Yvelines.